# デザインパートナーズ
デザインパートナーズ・インコーポレイテッドは、アメリカの建築設計事務所である。

## 概要
1979年に設立し、都市計画、建築計画、インテリアデザインをハワイを主軸にグァム、日本を含む太平洋地域にて行う。現在のスタッフは20人の建築資格取得者、及びLEED環境設計士を含む、50人超から構成されている。
斬新なアイディアと、ハワイやその地域ならではの文化や風土、気候に応じた建築を生み出している。リゾート施設や住宅の計画設計を得意分野とし、集合住宅、戸建住宅に始まり大規模住宅地開発、大学施設を含む各種学校、商業施設ビルを中心に、小物件ではレストラン、店舗改装等も行う。
ハワイのミレラニ計画の“ベストアメリカ地区”の受賞をはじめ、数々の賞を受賞し、建築計画、開発計画を成功させ、29年間の活動は2,700超の物件数と総額1,570億円（1ドル＝110円換算）を越す建築計画実績を挙げている。
日本では民間事業を始め、米国政府の仕事も数多く請け負い、ハワイ、グァムにおける米軍拠点及び、横須賀、沖縄、岩国を始めとする在日米軍基地にて数多くの実績を挙げている。

## 主要作品
- クキオビーチクラブ（87 Mile Marker, Queen Kaahumaru Hwy 2004年・アメリカ・ハワイ島）
- Westin カアナパリ リゾート（6 Ka'l Ala Drive Lahaina 2005年・アメリカ・マウイ島）